# Arena Sepsi
Arena Sepsi (în maghiară Sepsi Aréna), situată pe Str. Lunca Oltului / DN12, este o arenă multifuncțională din municipiul Sfântu Gheorghe, România. Este folosită ca bază locală pentru echipele masculine și feminine de baschet, hochei, handbal și futsal din oraș, printre care și ACS Sepsi SIC, și găzduiește diverse competiții sportive locale sau naționale. Capacitatea maximă a sălii este de 3.000 de spectatori la meciurile de baschet și 2.400 la cele de hochei. În localitate funcționează și vechea sală polivalentă, redenumită Sala Sporturilor „Szabó Kati”.

## Istoric
Construcția Arenei Sepsi a început în noiembrie 2014 și a fost finalizată în vara anului 2017. Investiția a fost derulată prin Compania Națională de Investiții, durata de realizare a lucrărilor fiind programată la 24 de luni. Bugetul lucrării a fost de 70.440.551,00 de lei, peste 19.000.000 de euro la acea dată.
Sala a fost inaugurată oficial pe 26 august 2017, printr-un eveniment intitulat „Ziua Porților Deschise”. După câteva zile, prin Hotărârea nr. 261/29 august 2017, Consiliul Local Sfântu Gheorghe a aprobat „delegarea gestiunii serviciului de administrare a domeniului public și privat al municipiului Sfântu Gheorghe pentru activitățile de administrare și exploatare a obiectivului „Sală de sport multifuncțională cu 3000 locuri – municipiul Sfântu Gheorghe” către societatea publică Sepsi Rekreatív S.A. Contractul de administrare a obiectivului sportiv a fost completat și actualizat în anii următori prin alte câteva hotărâri de consiliu.
Pe 21 decembrie 2017, constatând că accesul auto și cu mijloacele de transport în comun spre sală a devenit greoi, Consiliul Local a decis prin Hotărârea nr. 428/2017 „aprobarea documentației de urbanism Plan Urbanistic Zonal « Amenajare acces rutier la sala de sport multifuncțională cu 3000 de locuri » ”.
Sala de sport a fost denumită Arena Sepsi prin Hotărârea nr. 189 din 30 mai 2019 a Consiliul Local Sfântu Gheorghe.

## Diverse
Construcția este prevăzută cu 400 locuri de parcare pentru autoturisme, 25 de locuri VIP și 16 locuri de parcare pentru autocare. Terenul sălii poate fi utilizat și pentru diferite conferințe, congrese sau concerte de muzică.
În apropiere se află Arena Sepsi OSK, stadionul echipei  de fotbal ACS Sepsi OSK Sfântu Gheorghe

## Calendar
Următoarele evenimente artistice și sportive au avut sau urmează să aibă loc în Arena Sepsi:

### 2017
- Opera Națională Maghiară – 4-5 septembrie 2017;[13]

### 2018
- Final 8 al Cupei României la baschet masculin – 10-13 februarie 2018;

### 2019
- Final 4 al Cupei României la baschet feminin – 30-31 martie 2019;[14]
- Edvin Marton – 30 noiembrie 2019;[15]

### 2020
- Final 4 al Cupei României la baschet feminin – 15-16 februarie 2020;[16]
- Partide din etapele 1–10 ale Ligii Naționale de handbal masculin – 15 septembrie–23 octombrie 2020;[17][18]
- Partide din etapele 2–5 ale Ligii Naționale de handbal feminin – 29 octombrie–3 noiembrie 2020;[19]